# Halina Keferstein
Halina Keferstein (ur. 24 marca 1929 w powiecie olkuskim, zm. 17 kwietnia 2003 w Olkuszu) – polska bibliotekarka, historyk drukarstwa i książki, działaczka społeczna związana z Warmią. 

## Życiorys
Po ukończeniu studiów humanistycznych osiedliła się w Olsztynie i pracowała jako dyrektor Biblioteki Instytutu Rybactwa Śródlądowego (do 1965), następnie pełniła obowiązki kierownika Biblioteki Muzeum Warmii i Mazur (1965–1985). W latach 1968–1970 stała na czele Zarządu Okręgowego Stowarzyszenia Bibliotekarzy Polskich. Po odejściu na emeryturę w 1985 związana z działem przyrody Muzeum. 
W latach 70. wykładała bibliotekoznawstwo w Wyższej Szkole Pedagogicznej w Olsztynie, później zajmowała się naukowo historią drukarstwa, książki i prasy na terenie Warmii i Mazur (ze szczególnym uwzględnieniem Braniewa). Obroniła doktorat na temat dziejów drukarstwa i książki w Braniewie w latach 1565–1626. Publikowała m.in. w "Roczniku Olsztyńskim" i "Rocznikach Bibliotecznych". 
W latach 1984–1990 sprawowała mandat radnej Wojewódzkiej Rady Narodowej w Olsztynie (przez dwie kadencje). Była członkiem Komisji Ochrony Środowiska. W 1985 bez powodzenia ubiegała się o mandat w Sejmie IX kadencji w okręgu olsztyńskim. Od 1949 była członkinią Stronnictwa Demokratycznego, publikowała w prasie związanej z SD (m.in. w "Kwartalniku Demokratycznym" wychodzącym w Olsztynie). 
Została pochowana w Olsztynie 23 kwietnia 2003.